# Przeworsk Towarowy
Przeworsk Towarowy – stacja towarowa w Przeworsku, w województwie podkarpackim, w Polsce.
| Przeworsk Towarowy                         |  |                              |
| Linia 91 Kraków Główny – Medyka (195,9 km) |  |                              |
| Przeworskodległość: 1,504 km               |  | Pełkinie odległość: 7,012 km |